# Koźlice (Zgorzelec)
Koźlice (deutsch: Köslitz) ist eine Ortschaft im polnischen Teil der Oberlausitz in der Woiwodschaft Niederschlesien. Der Ort gehört der Landgemeinde Zgorzelec (poln.: Gmina wiejska Zgorzelec) an. Im Februar 2009 zählte der Ort 208 Einwohner. Der Ortsvorsteher heißt Stanisław Kolenda.

## Geografie
Koźlice liegt an der Lausitzer Neiße, die zugleich Grenzfluss zu Deutschland ist. Der Ort liegt am Rand der Neißeauen auf einer Höhe von etwa 201,6 m n.p.m. Im Norden der Ortschaft befindet sich die einst eigenständige Ortschaft Lasowice (Posottendorf), die einst zu Posottendorf-Leschwitz (seit 1936: Weinhübel) gehörte. Im Süden schließen sich Osiek Łużycki (Wendisch-Ossig) und im Südwesten Koźmin (Kosma) an.
Durch den Ort führt lediglich eine Nebenstraße von Koźlice nach Osiek Łużycki (Kuhna), die weiter östlich auf die Woiwodschaftsstraße 352 führt. Die Woiwodschaftsstraße verbindet Zgorzelec mit Bogatynia.

## Geschichte
Das Dorf gehörte einst zum Kirchspiel Wendisch-Ossig. Auch Schule und Friedhof befanden sich im Nachbarort. Im Ort befanden sich lediglich ein Schmied, ein Bäcker, ein Stellmacher, die Post, eine Fleischerei und eine Materialwarenhandlung. Im benachbarten Berg wurde in zwei Steinbrüchen Basalt abgebaut. An dem Berghang befand sich einst ein Burgwall, der über Lichtsignale mit dem vorgeschichtlichen Burgwall auf der Landeskrone verbunden war.
Am östlichen Ufer der Lausitzer Neiße befand sich eine Fabrik, die zu Zeiten der Volksrepublik Polen bis auf den Schornstein abgerissen wurde. Ein Wehr in der Neiße diente zum Abzweigen von Brauchwasser und ist ebenfalls erhalten.
Nach dem Zweiten Weltkrieg fielen die Gebiete östlich der Neiße an Polen. Auf Grund der Sprengung der Neißebrücke in Weinhübel und der Grenzlage geriet der Ort in eine tiefe Isolation. Der Weinhübler Ortsteil Posottendorf wurde nach dem Krieg Köslitz zugeschlagen. Doch der Ort, der einst zu Weinhübel gehörte, war weitgehend devastiert. Das einstige Rittergut am ehemaligen Neißeübergang wurde abgerissen.